# 紀元美術會
紀元美術會（英語：Era Art Association），或稱為紀元畫會，為台灣日治時期留日西洋畫家於戰後1954年創立的美術團體。成員以1937年「行動美術團體」Mouve美術協會會員陳德旺、張萬傳、洪瑞麟為班底及張義雄、金潤作、廖德政等藝術家為主。

## 緣起
1950年代臺灣的美術展覽普遍採「公募審查制度」，對於畫展內容及風格多所限制，時下畫家為有更多表現舞臺而成立具備相互觀摩機會的自由創作團體。「紀元」一詞取自日語發音「きげん」，音似於危險的「きけん」，源於該團以開創臺灣美術新「紀元」為宗旨而發起挑戰官僚制度的「危險」創舉之成立動機，落實發揚本國藝術傳統並擷摩西洋各派新法的目的。

## 成員
美術會創始會員為洪瑞麟、張萬傳、陳德旺、廖德政、張義雄、金潤作等人。1977年，桑田喜好、賴武雄、蔡英謀等人入會，汪壽寧於隔年入會。1988年潘煌、曾茂煌、吳永欽入會。1990年陳在南入會。

## 展會
紀元美術會的展會稱為「紀元美展」，首屆美展於1954年7月擇臺北市博愛路美而廉畫廊舉行。1955年3月，於臺北中山堂展出第二屆美展；同年7月於高雄台灣公會舉辦「南部移動展」邀請劉啟詳、張啟華、許武勇等人參展。11月舉辦第三屆美展後，停辦十八年。直至1973年才由收藏家呂雲麟重新促成「紀元展─小品欣賞展」。隔年復辦第四屆紀元美展於台北哥雅畫廊。1977於台北市省立博物館舉行第六屆美展。隔年擇定台北市太極畫廊舉辦後，停展十一年。至1988年於台北市普及畫廊復辦第八屆。1992年於台北市印象畫廊舉辦第十屆美展，後即停止活動。